# Trolejbusy w Perniku
Trolejbusy w Perniku − system komunikacji trolejbusowe działający w bułgarskim mieście Pernik.
Trolejbusy w Perniku uruchomiono w lipcu 1987. W dniu 30 marca 2015 roku system uległ likwidacji.

## Tabor
Do obsługi sieci wykorzystywano 20 trolejbusów:
- ZiU-9 − 15 trolejbusów
- DAC-Czawdar 317ETR − 5 trolejbusów